# Make Up Day/Missing
「Make Up Day/Missing」（メイクアップデイ/ミッシング）は、なにわ男子の5thシングル。2023年9月13日にジェイ・ストームから発売された。

## 概要
初回限定盤1（DVD/Blu-ray）、初回限定盤2（DVD/Blu-ray）、通常盤で発売された。
「Make Up Day」は、大西流星が主演を務める日本テレビ系シンドラ『紅さすライフ』の主題歌。2023年6月27日にシンドラ公式YouTubeチャンネルにて主題歌入りのPR映像が初公開された。キャッチーでスタイリッシュなダンスナンバーで、日常に彩りを与えるような色鮮やかな情景が浮かぶ楽曲に、メイクを題材としたドラマに合う歌詞が乗せられている。
「Missing」は西畑大吾が松村北斗とW主演を務めるテレビ朝日系オシドラサタデー『ノッキンオン・ロックドドア』の主題歌。2人は7月2日から3日連続でお互いのグループの公式SNSに登場してコラボ動画企画「ノッキンオン・マツムラドア」と「ノッキンオン・ニシハタドア」を行い、お互いのことをどれだけ知っているかのクイズにチャレンジしていたが、最後のイントロクイズでSixTONESの「CREAK」となにわ男子の「Missing」が初めて流され、2曲がW主題歌になることがサプライズ発表された。ジャズ・テイストのミディアムナンバーで、西畑演じる氷雨の役や心情とリンクする言葉が歌詞に散りばめられた、グループの新たな一面を感じられる楽曲となっている。

## 特典
先着購入特典
- 初回限定盤1：『Make Up Day』オリジナル・クリアファイル（A4サイズ）
- 初回限定盤2：『Missing』オリジナル・クリアファイル（A4サイズ）
- 通常盤：クリアソロカード（メンバーソロ7種セット）

@Loppi・HMV限定先着購入特典
- 初回限定盤1：『Make Up Day』オリジナル・クリアファイル（A4サイズ）（Loppi・HMV限定 メンバー絵柄）
- 初回限定盤2：『Missing』オリジナル・クリアファイル（A4サイズ）（Loppi・HMV限定 メンバー絵柄）
- 通常盤：クリアソロカード（メンバーソロ7種セット）

封入特典
- 初回限定盤1・2：20P歌詞ブックレット

## 収録曲

### CD

#### 初回限定盤1
1. Make Up Day
作詞：坂室賢一 / 作曲：坂室賢一、佐原康太 / 編曲：鈴木雅也
  - 大西流星主演 日本テレビ シンドラ『紅さすライフ』主題歌
2. Missing
作詞：YU-G / 作曲：h-wonder、YU-G / 編曲：h-wonder
  - 松村北斗・西畑大吾W主演 テレビ朝日系オシドラサタデー『ノッキンオン・ロックドドア』主題歌
3. Diary
作詞：井上紗矢香、福岡良太 / 作曲：tasuku、福岡良太、井上紗矢香、Shun / 編曲：tasuku
毎日を生きることの大切さ、未来への希望を歌ったメッセージソング[8]。
4. Diary（オリジナル・カラオケ）

#### 初回限定盤2
1. Missing
2. Make Up Day
3. Umbrella
作詞：玉谷友輝 / 作曲：Karrinator、岡田一成、玉谷友輝 / 編曲：Karrinator
失恋と雨をテーマとした楽曲[8]。
4. Umbrella（オリジナル・カラオケ）

#### 通常盤
1. Make Up Day
2. Missing
3. リフレイン
作詞・作曲：Atsushi Shimada、草川瞬 / 編曲：Atsushi Shimada
4. Wonder
作詞：栗原暁（Jazzin'park） / 作曲：久保田真悟（Jazzin'park）、栗原暁（Jazzin'park） / 編曲：久保田真悟（Jazzin'park）
恋の駆け引きをテーマとしたノリの良いディスコ調の楽曲[8]。
5. Make Up Day（オリジナル・カラオケ）
6. Missing（オリジナル・カラオケ）
7. Refrain（オリジナル・カラオケ）
8. Wonder（オリジナル・カラオケ）

### DVD/Blu-ray

#### 初回限定盤1
- 「Make Up Day」Music Video & Making
- 「Make Up Day」Music Video（Dance ver.）
- 「Make Up Day」Music Video（Group Shot ver.）

#### 初回限定盤2
- 「Missing」Music Video & Making
- 「Missing」Music Video（Lip Sync ver.）

## チャート成績
初週39.4万枚を売り上げ、2023年9月25日付オリコン週間シングルランキングで初登場1位となり、5作連続・通算5作目のシングル1位を獲得した。